# 22 février aux Jeux olympiques de 2006
Le mercredi 22 février aux Jeux olympiques d'hiver de 2006 est le douzième jour de compétition.

## Programme
- 10h00 : Ski de fond (F) : Sprint (qualifications)
- 10h00 : Snowboard (H) : Slalom géant parallèle (qualifications)
- 10h30 : Ski de fond (H) : Sprint (qualifications)
- 10h35 : Snowboard (H) : Slalom géant parallèle (éliminatoires)
- 12h30 : Ski de fond (F) : Sprint (quarts de finale)
- 12h35 : Ski de fond (H) : Sprint (quarts de finale)
- 13h00 : Snowboard (H) : Slalom géant parallèle (huitièmes de finale)
- 13h25 : Ski de fond (F) : Sprint (demi-finales)
- 13h30 : Ski de fond (H) : Sprint (demi-finales)
- 13h35 : Snowboard (H) : Slalom géant parallèle (quarts de finale)
- 13h55 : Snowboard (H) : Slalom géant parallèle (demi-finales)
- 13h55 : Ski de fond (F) : Sprint (finale)
- 14h00 : Curling (F) : (demi-finales)
  -  Norvège 4-5  Suède
  -  Suisse 7-5  Canada
- 14h15 : Snowboard (H) : Slalom géant parallèle (finale)
- 14h15 : Ski de fond (H) : Sprint (finale)
- 14h45 : Ski alpin (F) : Slalom (1re manche)
- 16h35 : Hockey sur glace (H) : (quarts de finale)  Suisse 2-6  Suède
- 17h00 : Patinage de vitesse (F) : 1 500 m
- 17h35 : Hockey sur glace (H) : (quarts de finale)  Finlande 4-3  États-Unis
- 17h45 : Ski alpin (F) : Slalom (2e manche)
- 18h45 : Ski acrobatique (F) : Saut (finale)
- 19h00 : Curling (H) : (demi-finales)
  -  Canada 11-5  États-Unis
  -  Finlande 4-3  Royaume-Uni
- 19h30 : Short-track (F) : 1 000 m (séries éliminatoires)
- 20h15 : Short-track (H) : 500 m (séries éliminatoires)
- 20h35 : Hockey sur glace (H) : (quarts de finale)  Russie 2-0  Canada
- 21h00 : Short-track (F) : relais 300 m (finale)
- 21h35 : Hockey sur glace (H) : (quarts de finale)  Slovaquie 1-3  République tchèque

(H) : Hommes ; (F) : Femmes ; (M) : Mixte
L'heure utilisée est l'heure de Turin : UTC+01 heure ; la même utilisée à Bruxelles, Genève et Paris.

## Finales

### Ski de fond - Sprint F
| Place * | Nation    | Athlète          | Temps        |
| ------- | --------- | ---------------- | ------------ |
| 1er     | Canada    | Chandra Crawford | 2 min 12 s 3 |
| 2e      | Allemagne | Claudia Künzel   | +0 s 7       |
| 3e      | Russie    | Alena Sidko      | +0 s 9       |
| 4e      | Canada    | Beckie Scott     | +2 s 4       |
| 5e      | Finlande  | Virpi Kuitunen   | 2 min 18 s 1 |
| 6e      | Norvège   | Ella Gjoemle     | +0 s 1       |
| 7e      | Italie    | Arianna Folis    | +2 s 2       |
| 8e      | Slovénie  | Petra Majdic     | +3 s 4       |

* Le classement est établi d'après le résultat de la finale A (4 premières places) et la finale B (4 suivantes).

### Ski de fond - Sprint H
| Place * | Nation  | Athlète              | Temps        |
| ------- | ------- | -------------------- | ------------ |
| 1er     | Suède   | Björn Lind           | 2 min 26 s 5 |
| 2e      | France  | Roddy Darragon       | +0 s 6       |
| 3e      | Suède   | Thobias Fredriksson  | +1 s 3       |
| 4e      | Italie  | Cristian Zorzi       | + 5 s 2      |
| 5e      | Italie  | Freddy Schwienbacher | 2 min 23 s 9 |
| 6e      | Italie  | Loris Frasnelli      | + 1 s 3      |
| 7e      | Norvège | Johan Kjølstad       | + 1 s 7      |
| 8e      | Estonie | Anti Saarepuu        | + 4 s 0      |

* Le classement est établi d'après le résultat de la finale A (4 premières places) et la finale B (4 suivantes).

### Snowboard - Slalom géant parallèle H
| Place | Nation   | Athlète           |
| ----- | -------- | ----------------- |
| 1er   | Suisse   | Philipp Schoch    |
| 2e    | Suisse   | Simon Schoch      |
| 3e    | Autriche | Siegfried Grabner |
| 4e    | France   | Mathieu Bozzetto  |
| 5e    | Suisse   | Heinz Inniger     |
| 6e    | Slovénie | Dejan Kosir       |
| 7e    | Slovénie | Rok Flander       |
| 8e    | Suisse   | Gilles Jaquet     |

### Patinage de vitesse – 1 500 m F
| Place | Nation     | Athlète              | Temps         |
| ----- | ---------- | -------------------- | ------------- |
| 1er   | Canada     | Cindy Klassen        | 1 min 55 s 27 |
| 2e    | Canada     | Kristina Groves      | 1 min 56 s 74 |
| 3e    | Pays-Bas   | Ireen Wüst           | 1 min 56 s 90 |
| 4e    | Allemagne  | Anni Friesinger      | 1 min 57 s 31 |
| 5e    | Italie     | Chiara Simionato     | 1 min 58 s 76 |
| 6e    | Russie     | Yekaterina Lobysheva | 1 min 58 s 87 |
| 7e    | Canada     | Christine Nesbitt    | 1 min 59 s 15 |
| 8e    | États-Unis | Jennifer Rodriguez   | 1 min 59 s 30 |

### Ski alpin - Slalom F
| Place | Nation    | Athlète              | Temps         |
| ----- | --------- | -------------------- | ------------- |
| 1er   | Suède     | Anja Pärson          | 1 min 29 s 04 |
| 2e    | Autriche  | Nicole Hosp          | 1 min 29 s 33 |
| 3e    | Autriche  | Marlies Schild       | 1 min 29 s 79 |
| 4e    | Croatie   | Janica Kostelić      | 1 min 29 s 94 |
| 5e    | Autriche  | Michaela Kirchgasser | 1 min 30 s 28 |
| 6e    | Finlande  | Tanja Poutiainen     | 1 min 30 s 79 |
| 7e    | Allemagne | Annemarie Gerg       | 1 min 30 s 89 |
| 8e    | Italie    | Chiara Costazza      | 1 min 31 s 08 |

### Ski acrobatique - Saut F
| Place | Nation      | Athlète        | Notes  |
| ----- | ----------- | -------------- | ------ |
| 1er   | Suisse      | Evelyne Leu    | 202,55 |
| 2e    | Chine       | Nina Li        | 197,39 |
| 3e    | Australie   | Alisa Camplin  | 191,39 |
| 4e    | Chine       | Nannan Xu      | 191,23 |
| 5e    | Biélorussie | Oly Slivets    | 177,75 |
| 6e    | Chine       | Xinxin Guo     | 174,85 |
| 7e    | Suisse      | Manuela Müller | 159,14 |
| 8e    | Australie   | Jacqui Cooper  | 152,69 |

### Short-track - Relais 3 000 m F
| Place | Nation       | Athlètes                                                                            | Temps                     |
| ----- | ------------ | ----------------------------------------------------------------------------------- | ------------------------- |
| 1er   | Corée du Sud | Chun-Sa Byun Eun-Kyung Choi Da-Hye Jeon Sun-Yu Jin Yun-Mi Kang                      | 4 min 17 s 040            |
| 2e    | Canada       | Alanna Kraus Anouk Leblanc-Boucher Amanda Overland Kalyna Roberge Tania Vicent      | 4 min 17 s 336            |
| 3e    | Italie       | Marta Carpuso Arianna Fontana Cecillia Maffei Katia Zini Mara Zini                  | 4 min 20 s 030            |
| 4e    | États-Unis   | Allison Baver Kimberly Derrick Maria Garcia Caroline Hallisey Hyo-Jung Kim          | 4 min 18 s 740 (finale B) |
| 5e    | France       | Stéphanie Bouvier Min-Kyung Choi Myrtille Gollin Céline Lecompére Véronique Pierron | 4 min 18 s 971 (finale B) |
| 6e    | Allemagne    | Tina Grassow Aika Klein Yvonne Kunze Christin Priebst Susanne Rudolph               | 4 min 24 s 896 (finale B) |
| 7e    | Japon        | Yuka Kamino Mika Ozawa Chikage Tanaka Ikue Teshigawara Nobuko Yamada                | 4 min 35 s 096 (finale B) |

L'équipe de Chine qui participait à la finale A a été disqualifiée.

## Médailles du jour
| Rang | Nations      | Médaille d'or | Médaille d'argent | Médaille de bronze | Total |
| ---- | ------------ | ------------- | ----------------- | ------------------ | ----- |
| 1er  | Canada       | 2             | 2                 | 0                  | 4     |
| 2e   | Suisse       | 2             | 1                 | 0                  | 3     |
| 3e   | Suède        | 2             | 0                 | 1                  | 3     |
| 4e   | Corée du Sud | 1             | 0                 | 0                  | 1     |
| 5e   | Autriche     | 0             | 1                 | 2                  | 3     |
| 6e   | France       | 0             | 1                 | 0                  | 1     |
| -    | Allemagne    | 0             | 1                 | 0                  | 1     |
| -    | Chine        | 0             | 1                 | 0                  | 1     |
| 9e   | Russie       | 0             | 0                 | 1                  | 1     |
| -    | Australie    | 0             | 0                 | 1                  | 1     |
| -    | Pays-Bas     | 0             | 0                 | 1                  | 1     |
| -    | Italie       | 0             | 0                 | 1                  | 1     |